# Campyloneurus heterospilus
Campyloneurus heterospilus är en stekelart som beskrevs av Cameron 1911. Campyloneurus heterospilus ingår i släktet Campyloneurus och familjen bracksteklar. Inga underarter finns listade.